# NGC 3027
NGC 3027 (również PGC 28636 lub UGC 5316) – galaktyka spiralna z poprzeczką (SBcd), znajdująca się w gwiazdozbiorze Wielkiej Niedźwiedzicy. Odkrył ją William Herschel 3 kwietnia 1785 roku.